# Tityus
Tityus és un gran gènere d'escorpins bútids, el que dona nom a la seva subfamília Tityinae. A finals del 2008, Tityus conté unes 185-190 espècies descrites, distribuïdes per tot el Carib i Amèrica del Sud i Amèrica Central fins a Costa Rica. Cada pocs mesos segueixen descrivint-se noves espècies. El gènere conté diversos escorpins perillosament verinosos, com el T. serrulatus. El seu verí pot causar una greu convalescència, i en els joves, vells, i dèbils en general, fins i tot la mort.

## Taxonomia
| - Tityus aba Candido, Lucas, de Souza, Diaz & Lira-da-Silva, 2005 - Tityus abudi Armas, 1999 - Tityus acutidens - Tityus adisi Lourenço, 2002 - Tityus adrianoi - Tityus ahincoi González-Sponga, 2001 - Tityus altithronus Armas, 1999 - Tityus anasilviae Armas & Abud Antun, 2004 - Tityus androcottoides (Karsch, 1879) - Tityus anduzei González-Sponga, 1997 - Tityus anneae Lourenço, 1997 - Tityus antioquensis Lourenço & Otero Patiño, 1998 - Tityus apiacas Lourenço, 2002 - Tityus arellanoparrai González-Sponga, 1985 - Tityus argentinus Borelli, 1899 - Tityus asthenes Pocock, 1893 - Tityus atriventer Pocock, 1897 - Tityus bahiensis (Perty, 1833) - Tityus bahoruco Teruel & Armas, 2006 - Tityus barquisimetanus González-Sponga, 1994 - Tityus bastosi Lourenço, 1984 - Tityus bellulus Armas, 1999 - Tityus betschi Lourenço, 1992 - Tityus birabeni Abalos, 1955 - Tityus blanci Lourenço, 1994 - Tityus blaseri Mello-Leitão, 1931 - Tityus boconoensis González-Sponga, 1981 - Tityus bolivanus Kraepelin, 1895 - Tityus brazilae Lourenço & Eickstedt, 1984 - Tityus breweri González-Sponga, 1997 - Tityus cachipalensis González-Sponga, 2002 - Tityus caesarbarrioi González-Sponga, 2001 - Tityus canopensis Lourenço, 2002 - Tityus carabobensis González-Sponga, 1987 - Tityus carinatoides Mello-Leitão, 1945 - Tityus caripitensis - Tityus carvalhoi Mello-Leitão, 1945 - Tityus cerroazul Lourenço, 1986 - Tityus championi - Tityus charalaensis Mello-Leitão, 1940 - Tityus charreyroni Vellard, 1932 - Tityus chilensis Lourenço 2005 - Tityus clathratus C.L.Koch, 1844 - Tityus columbianus (Thorell, 1876) - Tityus confluens Borelli, 1899 - Tityus costatus (Karsch, 1879) - Tityus crassimanus (Thorell, 1876) - Tityus cuellari Lourenço, 1994 - Tityus culebrensis González-Sponga, 1994 - Tityus cylindricus (Karsch, 1879) - Tityus dasyurus Pocock, 1897 - Tityus dedoslargos Francke & Stockwell, 1987 - Tityus demangei Lourenço, 1981 - Tityus dinizi Lourenço, 1997 - Tityus discrepans (Karsch, 1879) - Tityus dorae González-Sponga, 2001 - Tityus dulceae González-Sponga, 2006 - Tityus dupouyi González-Sponga, 1987 - Tityus ebanoverde Armas, 1999 - Tityus ecuadorensis Kraepelin, 1896 - Tityus elii (Armas & Marcano Fondeur, 1992) - Tityus elizabethae Lourenço & Ramos, 2004 - Tityus engelkei Pocock, 1902 - Tityus erikae Lourenço, 1999 - Tityus evandroi Mello-Leitão, 1945 - Tityus exstinctus Lourenço, 1995 | - Tityus falconensis - Tityus fasciolatus Pessôa, 1935 - Tityus festae Borelli, 1899 - Tityus filodendron González-Sponga, 1981 - Tityus florezi Lourenço, 2000 - Tityus footei Chamberlin, 1916 - Tityus forcipula (Gervais, 1843) - Tityus fuhrmanni Kraepelin, 1914 - Tityus funestus Hirst, 1911 - Tityus gaffini Lourenço, 2000 - Tityus gasci Lourenço, 1982 - Tityus gonzalespongai - Tityus guaricoensis González-Sponga, 2004 - Tityus imei Borges, de Sousa & Manzanilla, 2006 - Tityus indecisus Mello-Leitão, 1934 - Tityus insignis (Pocock, 1889) - Tityus intermedius Borelli, 1899 - Tityus irapaensis González-Sponga, 2002 - Tityus isabelceciliae González-Sponga, D'Suze & Sevcik, 2001 - Tityus ivicnancor González-Sponga, 1997 - Tityus jeanvellardi Lourenço, 2001 - Tityus julianae Lourenço 2005 - Tityus jussarae Lourenço, 1988 - Tityus kaderkai Kovarik, 2005 - Tityus kuryi Lourenço, 1997 - Tityus lamottei - Tityus lancinii González-Sponga, 1972 - Tityus lokiae Lourenço 2005 - Tityus lourencoi Flórez, 1996 - Tityus lutzi Giltay, 1928 - Tityus macrochirus Pocock, 1897 - Tityus magnimanus Pocock, 1897 - Tityus marajoensis Lourenço & da Silva, 2007 - Tityus manakai González-Sponga, 2004 - Tityus maranhensis Lourenço, de Jesus Junior & Limeira-de-Oliveira, 2006 - Tityus martinpaechi Lourenço, 2001 - Tityus matthieseni - Tityus mattogrossensis Borelli, 1901 - Tityus melanostictus Pocock, 1893 - Tityus melici Lourenço, 2003 - Tityus meridanus - Tityus metuendus Pocock, 1897 - Tityus michelii (Armas, 1982) - Tityus microcystis Lutz & Mello, 1922 - Tityus monaguensis González-Sponga, 1974 - Tityus mongei Lourenço, 1996 - Tityus mraceki Kovarik, 2007 - Tityus mucusunamensis González-Sponga, 2006 - Tityus munozi Lourenço, 1997 - Tityus neblina Lourenço, 2008 - Tityus neglectus Mello-Leitão, 1932 - Tityus neibae Armas, 1999 - Tityus nelsoni Lourenço 2005 - Tityus nematochirus Mello-Leitão, 1940 - Tityus neoespartanus González-Sponga, 1996 - Tityus nororientalis González-Sponga, 1996 - Tityus obispoi González-Sponga, 2006 - Tityus obtusus (Karsch, 1879) - Tityus ocelote Francke & Stockwell, 1987 - Tityus osmanus González-Sponga, 1996 - Tityus oteroi Lourenço, 1998 - Tityus ottenwalderi Armas, 1999 - Tityus pachyurus Pocock, 1897 - Tityus paraensis | - Tityus paraguayensis Kraepelin, 1895 - Tityus parvulus Kraepelin, 1914 - Tityus paulistorum Lourenço & Qi, 2006 - Tityus perijanensis González-Sponga, 1994 - Tityus pictus Pocock, 1893 - Tityus pintodarochai - Tityus pittieri González-Sponga, 1981 - Tityus pococki Hirst, 1907 - Tityus portoplatensis Armas & Marcano Fondeur, 1992 - Tityus potameis Lourenço & Leão Giupponi, 2004 - Tityus prancei Lourenço, 2000 - Tityus proseni Abalos, 1954 - Tityus pugilator Pocock, 1898 - Tityus pusillus Pocock, 1893 - Tityus quirogae de Sousa, Manzanilla & Parrilla-Alvarez, 2006 - Tityus quisqueyanus (Armas, 1982) - Tityus ramirezi Esquivel de Verde, 1969 (nomen dubium) - Tityus raquelae Lourenço, 1988 - Tityus rebieri Lourenço, 1997 - Tityus riocaurensis González-Sponga, 1996 - Tityus rionegrensis Lourenço, 2006 - Tityus roigi Maury & Lourenço, 1987 - Tityus rojasi González-Sponga, 1996 - Tityus rondonorum Rojas-Runjaic & Armas, 2007 - Tityus rufofuscus Pocock, 1897 - Tityus rugosus Schenkel, 1932 - Tityus rusmelyae González-Sponga, D'Suze & Sevcik, 2001 - Tityus sabinae Lourenço, 1994 - Tityus sanarensis González-Sponga, 1997 - Tityus sarisarinamensis González-Sponga, 2002 - Tityus sastrei Lourenço & Flórez, 1990 - Tityus septentrionalis Armas & Abud Antun, 2004 - Tityus serrulatus Lutz & Mello, 1922 - Tityus shiriana González-Sponga, 1991 - Tityus silvestris Pocock, 1897 - Tityus simonsi Pocock, 1900 - Tityus soratensis Kraepelin, 1912 - Tityus stigmurus (Thorell, 1876) - Tityus strandi Werner, 1939 - Tityus surmeridensis González-Sponga, 2002 - Tityus surorientalis González-Sponga, 1996 - Tityus sylviae Lourenço 2005 - Tityus tamayoi González-Sponga, 1987 - Tityus tayrona Lourenço, 1991 - Tityus tenuicauda - Tityus thelyacanthus Mello-Leitão, 1933 - Tityus trinitatis Pocock, 1897 - Tityus trivittatus Kraepelin, 1898 - Tityus tucurui Lourenço, 1988 - Tityus uniformis Mello-Leitão, 1931 - Tityus unus - Tityus uquirensis González-Sponga, 2001 - Tityus urbinai Scorza, 1952 - Tityus uruguayensis Borelli, 1901 - Tityus vaissadai Lourenço, 2002 - Tityus valerae Scorza, 1954 - Tityus venamensis González-Sponga, 1981 - Tityus wayuu Rojas-Runjaic & Armas, 2007 - Tityus ythieri - Tityus zulianus González-Sponga, 1981 |